# Новая Александровка (Згуровская община)
Но́вая Алекса́ндровка (укр. Нова Олександрівка) — село, входит в Згуровскую поселковую общину Броварского района Киевской области Украины. До 2020 года входило в состав Згуровского района.
Население по переписи 2001 года составляло 1243 человека. Почтовый индекс — 07623. Телефонный код — 4570. Занимает площадь 2,912 км². Код КОАТУУ — 3221984201.

## Местный совет
07644, Київська обл., Згурівський р-н, с. Нова Олександрівка, вул. Перемоги, 4